# Joe Venuti
Joe Venuti, vero nome Giuseppe Venuti (Filadelfia, 16 settembre 1903 – Seattle, 14 agosto 1978), è stato un violinista statunitense, di origine italiana.

## Biografia
Joe Venuti nacque a Filadelfia da genitori siciliani originari di Spadafora in provincia di Messina, prima residenti a Molteno, in provincia di Lecco, poi emigrati negli Stati Uniti alla fine dell '800. 
Ebbe dal nonno i primi insegnamenti di violino, all'età di 6 anni.
Considerato uno degli strumentisti più innovativi a livello stilistico del violino nel jazz, per gran parte della sua carriera suonò con il grande chitarrista Eddie Lang, suo vicino di casa, compagno di scuola e amico.
Tra i più noti esponenti del Dixieland (il particolare modo di suonare lo stile New Orleans da parte dei "bianchi"), suonò per molto tempo all'Onyx, il celebre club della Cinquantaduesima strada di New York.
Nel 1929, assieme a Eddie Lang, si unì all'orchestra di Paul Whiteman, con la quale comparve nel film Il re del jazz.
Venuti, avvicinatosi nel corso degli anni allo Swing, fu uno dei principali ispiratori di Stéphane Grappelli.
Negli anni settanta dimorò per un certo periodo a Milano, divenendo un assiduo frequentatore del Jazz club Capolinea, partecipando da leader a numerose jam sessions. Ha collaborato anche, per alcune incisioni, con alcuni grandi jazzisti italiani come Lino Patruno, Henghel Gualdi, Guido Manusardi.
Nel 1978 è entrato nella Down Beat Jazz Hall of Fame.